# Michael Woodford (Volkswirt)
Michael Woodford (* 1955 in Chicopee, Massachusetts) ist ein US-amerikanischer Volkswirt. Er gilt als einer der weltweit führenden Theoretiker zur Geldpolitik.
Er vertritt die Forderung, Zentralbanken sollten nach klaren, öffentlich bekannten Regeln vorgehen, um so ihre Handlungen für Marktteilnehmer vorhersehbar zu machen (eng. forward guidance). Er forderte dabei von der Europäischen Zentralbank und der FED, dem Beispiel der Zentralbanken Großbritanniens, Schwedens oder Norwegen zu folgen.
Woodfords Arbeiten zur Geldpolitik und Geldtheorie haben das Verständnis der Rolle von Zentralbanken erweitert und vertieft; die Wirkungen der Geldpolitik in Krisen stützten sich wesentlich auf seine Forschung.
Woodford gilt als Anwärter auf den Alfred-Nobel-Gedächtnispreis für Wirtschaftswissenschaften.

## Leben
Woodford erhielt einen Juris Doctor von der Yale Law School und einen Ph.D. in Wirtschaft vom Massachusetts Institute of Technology. Da er bei seinem Jura-Studium vielfach mit Wirtschaftsthemen in Berührung kam, bemerkte er sein Interesse für diese Thematik und wandt sich daher der Volkswirtschaft zu. 1984 bis 1986 war er Dozent (Assistant Professor) an der Wirtschaftsfakultät der Columbia University. Anschließend war Woodford bis 1989 an der University of Chicago tätig, wo er 1989 zum außerordentlichen Professor (Associate Professor) ernannt wurde. Seine Ernennung zum ordentlichen Professor erfolgte 1992. 1995 verließ er die Universität und ging an die Princeton University. Dort blieb er bis zu seiner Rückkehr an die University of Columbia im Jahr 2004.

## Forschung
Zu Woodfords frühen Forschungsthemen gehörten Sonnenfleckengleichgewichte und unvollkommene Konkurrenz.
Danach begann er an makroökonomischen Modellen mit Preisstarrheiten (eng. sticky prices) zu arbeiten; zusammen mit Julio Rotemberg entwickelte er eines der ersten mikrofundierten makroökonomischen Modelle des Neukeynesianismus.
Seitdem hat er diesen Rahmen genutzt, um viele geldpolitische Themen zu untersuchen, darunter die fiskalische Theorie des Preisniveaus, die veränderte Wirksamkeit der Geldpolitik, unter Bedingungen wo Verbraucher mehr Kredite und weniger Bargeld verwenden, sowie Regeln zur Inflationsbekämpfung.
Michael Woodford lobte insbesondere Knut Wicksells Forderung, den Zinssatz zur Wahrung der Preisstabilität zu verwenden, und stellte fest, dass dies eine bemerkenswerte Erkenntnis zu einer Zeit war, als die meisten Geldpolitiken auf dem Goldstandard basierten. Woodford nennt seinen eigenen Rahmen „Neo-Wicksellian“ und betitelte sein Lehrbuch über Geldpolitik als Hommage an Wicksells Arbeit.

## Auszeichnungen
- National Science Foundation Graduate Fellowship, Economics (1980–83)
- John D. and Catherine T. MacArthur Foundation Prize Fellowship (1981–86)
- National Science Foundation Research Grants, Economics (1987–89, 1989–92, 1992–95, 1995–98, 1998–2001, 2001–2004, 2004–2007)
- John Simon Guggenheim Memorial Foundation Fellowship (1998–99)
- Association of American Publishers Award for Best Professional/Scholarly Book in Economics (für Interest and Prices) (2003)
- Mitglied der American Academy of Arts and Sciences (2004)
- Ernennung zum Ehrenprofessor der Mundell International University in Peking (2005)
- Ernennung zum Ehrenprofessor der Capital University of Economics and Business in Peking (2005)
- Deutsche Bank Prize in Financial Economics (2007)
- Nemmers-Preis für Wirtschaftswissenschaften (2024)
- BBVA Foundation Frontiers of Knowledge Award (2024) in der Kategorie „Wirtschaft und Finanzen“.[16]

## Werke
- Handbook of Macroeconomics, Hrsg. zusammen mit J.B. Taylor, Amsterdam 1999
- Knowledge, Information and Expectations in Modern Macroeconomics In Honor of Edmund S. Phelps Hrsg. zusammen mit P. Aghion, R. Frydman, and J. Stiglitz, Princeton: Princeton University Press, 2002
- Interest and Prices: Foundations of a Theory of Monetary Policy, Princeton: Princeton University Press, 2003
- Monitoring the European Central Bank 5: The Monetary Policy Strategy of the ECB Reconsidered, zusammen mit J. Gali, S. Gerlach, J. Rotemberg, and H. Uhlig, London: 2004
- The Inflation Targeting Debate, Hrsg. zusammen mit B.S. Bernanke, Chicago: University of Chicago Press, 2005